# Luis Saritama
Luis Fernando Saritama Padilla (Loja, Ecuador; 20 de octubre de 1983) es un exfutbolista ecuatoriano. Jugó de mediocampista y último equipo fue el Deportivo Quito de la Segunda Categoría de Ecuador, club al que dirigirá como técnico en el 2023 con el objetivo de subirlo a la serie B del Fútbol Ecuatoriano.

## Trayectoria
Debutó en el Deportivo Quito en el 2000. En el 2004 tuvo su primera experiencia en un club extranjero, al ser cedido a préstamo al Alianza Lima de Perú. En el club peruano fue campeón de la temporada 2004. Al año siguiente, volvió al Deportivo Quito. Luego, en el 2006, se marchó al Tigres de México y fue considerado en la nómina de la Selección de fútbol de Ecuador para el Mundial Alemania 2006.
En el año 2007, pasó al Club América, otro equipo mexicano. A mediados del mismo año regresó a Alianza Lima, cedido a préstamo por el América. En el 2008 volvió a jugar en su país a Deportivo Quito. Con el cuadro quiteño cumplió una campaña exitosa, siendo capitán y marcando 8 tantos, llevando a su equipo al campeonato luego de 40 años de no haber cosechado títulos en torneos locales. En el 2009 obtuvo el bicampeonato con Deportivo Quito. En la temporada 2011, logra alcanzar su tercer título con el Deportivo Quito, esto tras vencer a Emelec en la final.
El 10 de febrero del 2014 es cedido en condición préstamo, sin opción a compra, por Liga de Quito a Barcelona.
El 3 de marzo del 2015 regresa al equipo con el que ganó tres títulos nacionales, Deportivo Quito.
El 10 de enero de 2016 es fichado por el Deportivo Cuenca.
Después de finalizar la temporada 2020 jugando para el Deportivo Quito, anunció su retiro del fútbol profesional.

## Selección nacional
Fue internacional con la Selección de fútbol de Ecuador, su primera convocatoria al seleccionado nacional fue en el 2002 para un partido ante la Selección de Perú, en Nueva Jersey.
Saritama fue parte del seleccionado ecuatoriano que disputó la Copa Mundial de Fútbol de 2006 en Alemania.
El 13 de mayo de 2014 el técnico de la selección ecuatoriana, Reinaldo Rueda incluyó a Saritama en la lista preliminar de 30 jugadores que representarán a Ecuador en la Copa Mundial de Fútbol de 2014. Fue confirmado en la nómina definitiva de 23 jugadores el 2 de junio.

### Participaciones enCopas del Mundo
| Mundial                  | Sede                     | Resultado                | PJ | GA | Asis |
| ------------------------ | ------------------------ | ------------------------ | -- | -- | ---- |
| Mundial de Alemania 2006 | Alemania                 | Octavos de final         | 0  | 0  | 0    |
| Mundial de Brasil 2014   | Brasil                   | Fase de grupos           | 0  | 0  | 0    |
| Total en Copas del Mundo | Total en Copas del Mundo | Total en Copas del Mundo | 0  | 0  | 0    |

### Participaciones enCopas América
| Torneo            | Sede | Resultado      | PJ | GA | Asis |
| ----------------- | ---- | -------------- | -- | -- | ---- |
| Copa América 2004 | Perú | Fase de grupos | 1  | 0  | 0    |

### Participaciones enEliminatorias al Mundial
| Eliminatoria                           | Sede del Mundial       | Posición               | Resultado   | PJ | GA | Asis |
| -------------------------------------- | ---------------------- | ---------------------- | ----------- | -- | -- | ---- |
| Eliminatorias Mundial de Alemania 2006 | Alemania               | 3°lugar 28pts          | Clasificado | 1  | 0  | 0    |
| Eliminatorias Mundial de Brasil 2014   | Brasil                 | 4°lugar 25pts          | Clasificado | 11 | 0  | 1    |
| Total en Eliminatorias                 | Total en Eliminatorias | Total en Eliminatorias | 2/2         | 12 | 0  | 1    |

## Clubes
| Club                  | País    | Año         |
| --------------------- | ------- | ----------- |
| Deportivo Quito       | Ecuador | 2001 - 2003 |
| Alianza Lima          | Perú    | 2004        |
| Deportivo Quito       | Ecuador | 2005 - 2006 |
| Tigres                | México  | 2006        |
| América               | México  | 2007        |
| Alianza Lima          | Perú    | 2007        |
| Deportivo Quito       | Ecuador | 2008 - 2012 |
| Liga de Quito         | Ecuador | 2013        |
| Barcelona             | Ecuador | 2014        |
| Deportivo Quito       | Ecuador | 2015        |
| Deportivo Cuenca      | Ecuador | 2016 - 2017 |
| Deportivo Quito       | Ecuador | 2018        |
| Independiente Juniors | Ecuador | 2019 - 2020 |

## Estadísticas
Datos actualizados a fin de carrera deportiva.
| Deportivo Quito · Ecuador |               |               |     |    |   |    |    |     |     |    |
| 1.ª | 2001          | 1             | 0   | -  | - | -  | -  | 1   | 0   |    |
| 1.ª | 2002          | 27            | 1   | -  | - | -  | -  | 27  | 1   |    |
| 1.ª | 2003          | 41            | 7   | -  | - | -  | -  | 41  | 7   |    |
| 1.ª | 2004          | 34            | 5   | -  | - | -  | -  | 34  | 5   |    |
| 1.ª | 2005          | 35            | 5   | -  | - | -  | -  | 35  | 5   |    |
| 1.ª | 2006          | 18            | 7   | -  | - | -  | -  | 18  | 7   |    |
| 1.ª | 2008          | 34            | 8   | -  | - | 2  | 1  | 36  | 9   |    |
| 1.ª | 2009          | 32            | 2   | -  | - | 5  | 2  | 37  | 4   |    |
| 1.ª | 2010          | 35            | 9   | -  | - | 8  | 0  | 43  | 9   |    |
| 1.ª | 2011          | 38            | 7   | -  | - | 2  | 0  | 40  | 7   |    |
| 1.ª | 2012          | 30            | 2   | -  | - | 14 | 2  | 44  | 4   |    |
| 1.ª | 2015          | 31            | 3   | -  | - | -  | -  | 31  | 3   |    |
| 2.ª | 2018          | 12            | 2   | 4  | 0 | -  | -  | 16  | 2   |    |
| Total club | Total club    | 368           | 58  | 4  | 0 | 31 | 5  | 395 | 63  |    |
| Alianza Lima · Perú |               |               |     |    |   |    |    |     |     |    |
| 1.ª | 2004          | 14            | 0   | -  | - | -  | -  | 14  | 0   |    |
| 1.ª | 2007          | 19            | 2   | -  | - | -  | -  | 19  | 2   |    |
| Total club | Total club    | 33            | 2   | 0  | 0 | 0  | 0  | 33  | 2   |    |
| Tigres · México |               |               |     |    |   |    |    |     |     |    |
| 1.ª | 2006-07       | 14            | 1   | -  | - | -  | -  | 14  | 1   |    |
| Total club | Total club    | 14            | 1   | 0  | 0 | 0  | 0  | 14  | 1   |    |
| América · México |               |               |     |    |   |    |    |     |     |    |
| 1.ª | 2006-07       | 7             | 0   | -  | - | 6  | 1  | 13  | 1   |    |
| Total club | Total club    | 7             | 0   | 0  | 0 | 6  | 1  | 13  | 1   |    |
| Liga de Quito · Ecuador |               |               |     |    |   |    |    |     |     |    |
| 1.ª | 2013          | 37            | 1   | -  | - | 3  | 0  | 40  | 1   |    |
| Total club | Total club    | 37            | 1   | 0  | 0 | 3  | 0  | 40  | 1   |    |
| Barcelona · Ecuador |               |               |     |    |   |    |    |     |     |    |
| 1.ª | 2014          | 12            | 0   | -  | - | -  | -  | 12  | 0   |    |
| Total club | Total club    | 12            | 0   | 0  | 0 | 0  | 0  | 12  | 0   |    |
| Deportivo Cuenca · Ecuador |               |               |     |    |   |    |    |     |     |    |
| 1.ª | 2016          | 41            | 0   | -  | - | -  | -  | 41  | 0   |    |
| 1.ª | 2017          | 26            | 0   | -  | - | 2  | 0  | 28  | 0   |    |
| Total club | Total club    | 67            | 0   | 0  | 0 | 2  | 0  | 69  | 0   |    |
| Independiente Juniors · Ecuador |               |               |     |    |   |    |    |     |     |    |
| 2.ª | 2019          | 32            | 2   | 1  | 1 | -  | -  | 33  | 3   |    |
| Total club | Total club    | 32            | 2   | 1  | 1 | 0  | 0  | 33  | 3   |    |
| Total carrera | Total carrera | Total carrera | 570 | 64 | 5 | 1  | 42 | 6   | 617 | 71 |
| (2) Incluye datos de la Copa Ecuador (2018, 2019). (2) Incluye datos de la Copa Libertadores (1999, 2000, 2011); Copa Sudamericana (2009, 2010, 2011). (3) No incluye goles en partidos amistosos. |               |               |     |    |   |    |    |     |     |    |

### Resumen estadístico
| Competición           | Encuentros | Goles | Promedio |
| --------------------- | ---------- | ----- | -------- |
| Primera división      | 526        | 60    | 0,11     |
| Segunda división      | 44         | 4     | 0,09     |
| Copas nacionales      | 5          | 1     | 0,20     |
| Copas internacionales | 42         | 6     | 0,14     |
| Selección de Ecuador  | 49         | 0     | 0,00     |
| Total                 | 666        | 71    | 0,11     |

## Palmarés
| Título                    | Club            | País    | Año  |
| ------------------------- | --------------- | ------- | ---- |
| Torneo Apertura           | Alianza Lima    | Perú    | 2004 |
| Primera División del Perú | Alianza Lima    | Perú    | 2004 |
| Serie A de Ecuador        | Deportivo Quito | Ecuador | 2008 |
| Serie A de Ecuador        | Deportivo Quito | Ecuador | 2009 |
| Serie A de Ecuador        | Deportivo Quito | Ecuador | 2011 |